# Oblomov (film)
Oblomov (v ruském originále Несколько дней из жизни И. И. Обломова) je romantické filmové drama z roku 1980, natočené ruským režisérem Nikitou Michalkovem. Předlohou se stal román Oblomov (1858) napsaný Ivanem Alexandrovičem Gončarovem.
Děj vypráví příběh hlavního hrdiny středních let, žijícího pasivním stylem života, až do setkání s okouzlující Olgou, která v něm zažehne city a úsilí po změně. Titulní roli Oblomova ztvárnil Oleg Tabakov, Olgu představovala Jelena Solovějová a jejich společného přítele Štolce si zahrál Jurij Bogatyrjov.
Hudbu zkomponoval Eduard Artěmjev. Film doprovázely také části díla italského skladatele Vincenza Belliniho a ruského skladatele Sergeje Rachmaninova. Jednou z lokalit natáčení se stala vesnice Seňkino v moskevské oblasti.
V roce 1981 snímek obdržel Cenu Národní rady amerických filmových kritiků v kategorii Nejlepší cizojazyčný film.

## Děj
Ilja Iljič Oblomov (Oleg Tabakov) je petrohradský příslušník vyšší střední vrstvy, vlastník půdy ve vsi Oblomovka, z jejíchž výnosů žije. Nikdy nepracoval, většinu času tráví na divanu a bydlí pouze s obhroublým sluhou Zacharem (Andrej Popov), jenž svého pána uctívá. Horší výnosy znamenají existenční problémy a nutnost stěhování. Jediného, koho má Ilja upřímně rád je přítel z mládí Andrej Štolc (Jurij Bogatyrjov). Ten jej před odjezdem do západní Evropy seznamuje a svěřuje do péče Olgy Sergejevny (Jelena Solovějová), mladé dívky plné života s krásným operním hlasem. Oblomov by měl za ním dorazit do Paříže, ale na cestu se nikdy nevydá. Během čtyř měsíců dochází mezi ním a Olgou k oboustrannému vzplanutí citů a zamilování. Nový náboj vede k proměně jeho dosavadního bezcílného života. Začíná více číst a zajímat se o svět.
Jednoho dne si však uvědomuje, že Olžina náklonnost je způsobena nedostatkem lepších mužů v jejím okolí. Upřímně se tak vyznává v dopise na rozloučenou, rozhodnut nestát v cestě jejímu budoucímu štěstí. Přesto nedokáže odjet a při Olžině čtení dopisu v aleji, rozechvělý sleduje její plačtivou reakci. Štolc se vrací z cest a jeho dlouholeté okouzlení Olgou stále nevyprchalo.
Vypravěč nastínil další osudy postav: Po roce od návratu pojal Štolc za manželku Olgu. S Oblomovem se vídali čím dál méně, až se jejich kontakty přerušily zcela. Ilja se přestěhoval do viborské části města, kde žil v domě vdovy Agafije Matjejevny Pšenicinové a romanticky snil o cestě na vesnici. Oba se sblížili a vstoupili do manželství, z něhož vzešel syn Andrej, pojmenovaný na počest přítele Štolce. Oblomov svůj život zhodnotil kladně, i když jej neprovázelo mnoho vzletných chvil. Po dalších sedmi letech skonal na mrtvici. Agafja se stala apatickou. Malého Andreje přijali jako za vlastního Štolc s Olgou, u nichž vyrůstal.

## Obsazení
| Oleg Tabakov         | Ilja Iljič Oblomov         |
| Jelena Solovějová    | Olga Sergejevna            |
| Jurij Bogatyrjov     | Andrej Ivanovič Štolc      |
| Andrej Popov         | sluha Zachar               |
| Avangard Leontěv     | Alexejev                   |
| Jevgenij Steblov     | otec Oblomova              |
| Jevgenija Glušenková | matka Oblomova             |
| Nikolaj Pastuchov    | otec Stolce                |
| Jelena Klevščeská    | Káťa                       |
| Halina Šostková      | teta Olgy                  |
| Gleb Striženov       | baron von Langwagen        |
| Andrej Razumovskij   | malý Ilja Iljič Oblomov    |
| Oleg Kozlov          | malý Andrej Ivanovič Štolc |
| Fjodor Stukov        | Andrjuša Oblomov           |
| Pavel Kadočnikov     | Pavel Petrovič             |